# Бутчер, Терри
Те́ренс И́ан (Те́рри) Бу́тчер (англ. Terence Ian "Terry" Butcher; род. 28 декабря 1958, Сингапур) — английский футболист, тренер. Выступал на позиции защитника.
Наибольшую известность, как футболист, Терри получил, выступая за английский «Ипсвич Таун» и шотландский «Рейнджерс». В период с 1980 по 1990 год Бутчер защищал цвета национальной сборной Англии. В составе команды «трёх львов» Терри играл на трёх чемпионатах мира — 1982, 1986 и 1990. Всего за сборную Англии Бутчер провёл 77 матчей, забил три гола.
По окончании карьеры футболиста Терри стал тренером, руководил различными британскими командами, такими как «Ковентри Сити», «Сандерленд», «Мотеруэлл» и «Брентфорд». В сезоне 2006/07 возглавлял австралийский клуб «Сидней». В 2013—2014 годах являлся главным тренером шотландского «Хиберниан».
В ноябре 2011 года Терри был включён в Зал славы шотландского футбола.

## Ранние годы
Терри родился 28 декабря 1958 года в Сингапуре. Детство Бутчера прошло в английском приморском городке Лоустофт графства Саффолк. Там же он получил образование, окончив среднюю школу «Денс» (англ. The Denes High School), и там же встретил свою будущую жену Риту.
Юный Терри выступал за любительские команды Лоусофта, где и был замечен скаутами сразу двух «больших» коллективов — «Норвич Сити» и «Ипсвич Таун», которые предложили футболисту продолжить своё спортивное образование в своих Академиях. Выбор молодого защитника пал на клуб с арены «Портман Роуд» и был обусловлен тем, что Бутчер-старший являлся большим фанатом «трактористов».

## Карьера футболиста

### Клубная карьера
Дебют Терри в профессиональном футболе состоялся 15 апреля 1978 года, когда «Ипсвич» в рамках турнира Первого английского дивизиона встречался с «Эвертоном». Молодой защитник практически сразу стал лидером оборонительных порядков саффолкской команды, проявляя на поле удивительную храбрость и самоотверженность. Уже через два года после начала профессиональной карьеры Бутчер был призван в ряды национальной сборной Англии. В сезоне 1980/81 Терри в составе «Ипсвича» стал обладателем Кубка УЕФА. В двухматчевом финальном противостоянии «Таун» оказались сильнее нидерландского клуба «АЗ». В том же футбольном году «трактористы» имели шанс впервые с 1962 года стать чемпионами Англии, однако на заключительном отрезке первенства страны саффолкский коллектив был обойдён бирмингемской «Астон Виллой», которая и стала обладателем титула.
По итогам сезона 1985/86 «Ипсвич» покинул высший дивизион Англии. После этого руководство «Таун» объявило, что клуб готов расстаться с несколькими своими игроками. Сразу же интерес к Бутчеру проявили несколько британских команд, самой расторопной из которых стал шотландский «Рейнджерс» — в июле 1986 года Терри стал футболистом глазговского коллектива. Сумма, заплаченная «джерс» «Ипсвичу», составила 725 тысяч фунтов стерлингов. Главным инициатором трансфера Бутчера стал новый наставник «Рейнджерс» Грэм Сунесс, сразу же потребовавший у руководства приобрести английского защитника. Терри, всегда отличавшийся лидерскими качествами, в первое же время своего пребывания в рядах «джерс» был избран капитаном команды.
Осенью 1987 года Бутчер был близок к возвращению в Англию, где в его услугах был заинтересован наставник «Манчестер Юнайтед» Алекс Фергюсон. Сделка по Терри была уже практически завершена обеими сторонами, но в ноябре защитник в поединке с «Абердином» сломал ногу и выбыл на оставшуюся часть сезона. В итоге манкунианцы отменили трансфер Бутчера, подписав вместо него Стива Брюса из «Норвич Сити».
В апреле 1987 года состоялся матч дерби «Old Firm» между «Рейнджерс» и их злейшим врагом «Селтиком». Встреча получилась очень напряжённой — всю игру футболисты обоих клубов провоцировали друг друга ударами исподтишка, зуботычинами и прочими некрасивыми действиями. Наибольшее усердие в этом проявляли несколько игроков, среди которых выделился Бутчер, ударивший вратаря «кельтов» в лицо в одном из неигровых эпизодов. Терри была показана красная карточка. После англичанин был осуждён судом города Глазго на условный срок. Через год Терри вновь проявил свой буйный характер — в октябре 1988 года после матча «Абердином» Бутчер, выломав дверь в судейской комнате, попытался с помощью физического воздействия донести до главного арбитра матча, что тот отработал встречу с явным предпочтением к «красным». Рефери был спасён от расправы лишь подоспевшими работниками службы безопасности стадиона «Питтодри». Тем не менее Шотландская футбольная ассоциация не стала сурово наказывать Бутчера — последовал только штраф в полторы тысячи фунтов.
Свой последний матч за «джерс» Терри сыграл в сентябре 1990 года, поучаствовав в поединке против «Данди Юнайтед». Ещё до этого в прессе появились сообщения, что наставник глазговцев Грэм Сунесс недоволен агрессивностью защитника и готов расстаться с ним, если поступит хорошее денежное предложение. Основными претендентами на Терри назывались английские «Лидс Юнайтед» и «Ковентри Сити». В итоге 15 ноября 1990 года Бутчер пополнил состав последнего клуба, который заплатил за него 400 тысяч фунтов. Всего на «Айброкс» Бутчер провёл четыре сезона, стал за это время 4-кратным чемпионом Шотландии и 4-кратным обладателем Кубка шотландской лиги.
В сезоне 1990/91 Терри сыграл за «Ковентри» всего шесть матчей, после чего он был назначен главным тренером «Сити». На этой должности Бутчер пробыл до начала 1992 года — в январе бывший защитник сборной Англии покинул пост наставника «небесно-голубых», заявив о своей готовности возобновить карьеру футболиста. В августе того же года Терри подписал контракт игрока с клубом «Сандерленд». Сезон 1992/93 Бутчер провёл в качестве футболиста основного состава «чёрных котов». В феврале 1993 года с поста главного тренера «Сандерленда» был уволен Малкольм Кросби. Руководство клуба недолго думало над кандидатурой нового наставника команды — этот пост предложили Бутчеру, который дал согласие. Терри проработал на тренерском мостике «Сандерленда» всего девять месяцев — в ноябре того же года он был уволен за плохие результаты «чёрных котов» в начале сезона 1993/94.
Карьеру футболиста Бутчер заканчивал в шотландском «Клайдбанке», за который провёл три игры в декабре 1993 года.

#### Клубная статистика
| Клуб                     | Сезон                    | Чемпионат | Чемпионат | Кубок | Кубок | Кубок Лиги | Кубок Лиги | Еврокубки | Еврокубки | Итого | Итого |
| Клуб                     | Сезон                    | Игры      | Голы      | Игры  | Голы  | Игры       | Голы       | Игры      | Голы      | Игры  | Голы  |
| ------------------------ | ------------------------ | --------- | --------- | ----- | ----- | ---------- | ---------- | --------- | --------- | ----- | ----- |
| Ипсвич Таун              | 1978/78                  | 3         | 0         | —     | —     | —          | —          | —         | —         | 3     | 0     |
| Ипсвич Таун              | 1978/79                  | 21        | 2         | —     | —     | —          | —          | —         | —         | 21    | 2     |
| Ипсвич Таун              | 1979/80                  | 36        | 2         | —     | —     | —          | —          | —         | —         | 36    | 2     |
| Ипсвич Таун              | 1980/81                  | 40        | 4         | —     | —     | —          | —          | —         | —         | 40    | 4     |
| Ипсвич Таун              | 1981/82                  | 27        | 1         | —     | —     | —          | —          | —         | —         | 27    | 1     |
| Ипсвич Таун              | 1982/83                  | 42        | 0         | —     | —     | —          | —          | —         | —         | 42    | 0     |
| Ипсвич Таун              | 1983/84                  | 34        | 1         | —     | —     | —          | —          | —         | —         | 34    | 1     |
| Ипсвич Таун              | 1984/85                  | 42        | 2         | —     | —     | —          | —          | —         | —         | 42    | 2     |
| Ипсвич Таун              | 1985/86                  | 27        | 4         | —     | —     | —          | —          | —         | —         | 27    | 4     |
| Всего за «Ипсвич Таун»   | Всего за «Ипсвич Таун»   | 272       | 16        | 0     | 0     | 0          | 0          | 0         | 0         | 272   | 16    |
| Рейнджерс                | 1986/87                  | 43        | 2         | 1     | 0     | 5          | 0          | 6         | 0         | 55    | 2     |
| Рейнджерс                | 1987/88                  | 11        | 1         | —     | —     | 3          | 0          | 4         | 0         | 18    | 1     |
| Рейнджерс                | 1988/89                  | 34        | 2         | 8     | 0     | 5          | 0          | 4         | 1         | 51    | 3     |
| Рейнджерс                | 1989/90                  | 34        | 3         | 2     | 0     | 5          | 0          | 2         | 0         | 43    | 3     |
| Рейнджерс                | 1990/91                  | 5         | 0         | —     | —     | 3          | 1          | 1         | 0         | 9     | 1     |
| Всего за «Рейнджерс»     | Всего за «Рейнджерс»     | 127       | 8         | 11    | 0     | 21         | 1          | 17        | 1         | 176   | 10    |
| Ковентри Сити            | 1990/91                  | 6         | 0         | —     | —     | —          | —          | —         | —         | 6     | 0     |
| Всего за «Ковентри Сити» | Всего за «Ковентри Сити» | 6         | 0         | 0     | 0     | 0          | 0          | 0         | 0         | 6     | 0     |
| Сандерленд               | 1992/93                  | 38        | 0         | —     | —     | —          | —          | —         | —         | 38    | 0     |
| Всего за «Сандерленд»    | Всего за «Сандерленд»    | 38        | 0         | 0     | 0     | 0          | 0          | 0         | 0         | 38    | 0     |
| Клайдбанк                | 1993/94                  | 3         | 0         | —     | —     | —          | —          | —         | —         | 3     | 0     |
| Всего за «Клайдбанк»     | Всего за «Клайдбанк»     | 3         | 0         | 0     | 0     | 0          | 0          | 0         | 0         | 3     | 0     |
| Всего за карьеру         | Всего за карьеру         | 446       | 24        | 0     | 0     | 0          | 0          | 0         | 0         | 495   | 26    |

### Сборная Англии
Впервые под знамёна национальной сборной Англии Бутчер был призван в 1980 году. 31 мая того же года защитник дебютировал в команде «трёх львов», отыграв полный матч против австралийской команды.
В 1982 году Терри стал самым молодым членом сборной Англии, которая защищала честь страны на чемпионате мира, проходившем в Испании. На «мундиале» Бутчер провёл четыре из пяти матчей своей команды. 23 февраля 1983 года Терри забил свой первый гол за сборную Англии, поразив ворота Уэльса. В 1986 году Бутчер в составе национальной команды вновь поехал на мировое первенство. Англичане не без проблем прошли групповой этап чемпионата, проиграв Португалии, сыграв в ничью с Марокко и выиграв у Польши. В 1/8 финала команда «трёх львов» с крупным счётом 3:0 переиграла Парагвай. Четвертьфинальный поединок Англия — Аргентина стал бенефисом нападающего южноамериканцев Диего Марадоны. На 50-й минуте форвард забил свой знаменитый гол рукой, прозванный в прессе «Рукой Бога». Через четыре минуты Марадона вновь отправил снаряд в ворота британцев. Гол получился шедевральным — подхватив мяч на своей половине поля, Диего совершил рывок в штрафную англичан, обыграл шесть футболистов противника, в том числе и голкипера Шилтона, и поразил ворота. Британцы на это смогли ответить лишь точным ударом Гари Линекера. В итоге аргентинцы праздновали в этом матчу победу 2:1, а англичане отправились домой. Бутчер на мировом первенстве отыграл все матчи своей команды с первой до последней минуты.
Набравший блестящую форму в «Рейнджерс» Терри стал одним из творцов уверенного прохождения англичанами отборочного турнира к чемпионату Европы 1988 года. Но перелом ноги, который защитник получил в ноябре 1987 года, исключил Бутчера из возможных участников Евро. Отсутствие Терри в составе англичан на турнире многие эксперты назвали одной из главных причин неудачного выступления команды «трёх львов», так как наставник национальной сборной Бобби Робсон был вынужден полагаться на пару неопытных центральных защитников — Тони Адамса и Марка Райта.

6 сентября 1989 года британцы в отборочном матче к чемпионату мира 1990 встречались со Швецией. В самом начале поединка Бутчер, вышедший на эту игру в качестве капитана команды, в одном из столкновений с футболистом скандинавов серьёзно рассёк лоб. Врач, оказывавший защитнику помощь, настаивал на срочной замене Терри, однако тот отказался покинуть поле. В итоге рана была зашита наспех прямо в течение встречи, голову замотали толстым слоем бинтов, и капитан продолжил матч. Встреча складывалась так, что следовало много навесов в штрафную англичан — Бутчер был вынужден играть на «втором этаже». Вследствие этого бинты размотались, и кровь вновь хлынула из раны футболиста. Но даже тогда Терри отказался от замены. Под конец поединка белая футболка сборной на Бутчере была вся красная от крови. Самоотверженность капитана сделала его одним из героев страны и принесла уважение английской общественности. Сам Терри потом со смехом вспоминал этот эпизод: 
Не буду бравировать, но ту игру я доиграл очень спокойно, не обращая внимание на кровь. О чём Вы говорите — в свою бытность футболистом «Рейнджерс» я отыграл три матча с переломом малоберцовой кости, даже не замечая повреждения. А тут какое-то небольшое рассечение.
В 1990 году Бутчер в третий раз за свою карьеру в сборной поехал на чемпионат мира. Турнир принёс британцам четвёртое место, а Терри поучаствовал в пяти из семи поединках национальной команды на «мундиале». На том же соревновании Бутчер провёл свою последнюю игру в команде «трёх львов», коей стал полуфинал против ФРГ.
Всего за десять лет, проведённых в составе сборной Англии, Бутчер сыграл 77 матчей, забил три гола.

#### Матчи за сборную Англии
| Матчи и голы Бутчера за сборную Англии | Матчи и голы Бутчера за сборную Англии | Матчи и голы Бутчера за сборную Англии        | Матчи и голы Бутчера за сборную Англии | Матчи и голы Бутчера за сборную Англии | Матчи и голы Бутчера за сборную Англии | Матчи и голы Бутчера за сборную Англии                          |
| №                                      | Дата                                   | Место                                         | Оппонент                               | Счёт                                   | Голы                                   | Соревнование                                                    |
| -------------------------------------- | -------------------------------------- | --------------------------------------------- | -------------------------------------- | -------------------------------------- | -------------------------------------- | --------------------------------------------------------------- |
| 1                                      | 31 мая 1980                            | «Сидней Крикет Граунд», Сидней, Австралия     | Австралия                              | 2:1                                    | —                                      | Товарищеский матч                                               |
| 2                                      | 10 сентября 1980                       | «Уэмбли», Лондон, Англия                      | Норвегия                               | 4:0                                    | —                                      | Отборочный матч чемпионата мира по футболу 1982                 |
| 3                                      | 27 апреля 1982                         | «Ниниан Парк», Кардифф, Уэльс                 | Уэльс                                  | 1:0                                    | —                                      | Домашний чемпионат Великобритании                               |
| 4                                      | 29 мая 1982                            | «Хэмпден Парк», Глазго, Шотландия             | Шотландия                              | 1:0                                    | —                                      | Домашний чемпионат Великобритании                               |
| 5                                      | 16 июня 1982                           | «Сан-Мамес», Бильбао, Испания                 | Франция                                | 3:1                                    | —                                      | Чемпионат мира по футболу 1982 (финальные игры, групповой этап) |
| 6                                      | 20 июня 1982                           | «Сан-Мамес», Бильбао, Испания                 | Чехословакия                           | 2:0                                    | —                                      | Чемпионат мира по футболу 1982 (финальные игры, групповой этап) |
| 7                                      | 29 июня 1982                           | «Сантьяго Бернабеу», Мадрид, Испания          | ФРГ                                    | 0:0                                    | —                                      | Чемпионат мира по футболу 1982 (финальные игры, групповой этап) |
| 8                                      | 5 июля 1982                            | «Сантьяго Бернабеу», Мадрид, Испания          | Испания                                | 0:0                                    | —                                      | Чемпионат мира по футболу 1982 (финальные игры, второй раунд)   |
| 9                                      | 22 сентября 1982                       | Паркен, Копенгаген, Дания                     | Дания                                  | 2:2                                    | —                                      | Отборочный матч чемпионата Европы по футболу 1984               |
| 10                                     | 13 октября 1982                        | «Уэмбли», Лондон, Англия                      | ФРГ                                    | 1:2                                    | —                                      | Товарищеский матч                                               |
| 11                                     | 5 декабря 1982                         | «Уэмбли», Лондон, Англия                      | Люксембург                             | 9:0                                    | —                                      | Отборочный матч чемпионата Европы по футболу 1984               |
| 12                                     | 23 февраля 1983                        | «Уэмбли», Лондон, Англия                      | Уэльс                                  | 2:1                                    | 1                                      | Домашний чемпионат Великобритании                               |
| 13                                     | 30 марта 1983                          | «Уэмбли», Лондон, Англия                      | Греция                                 | 0:0                                    | —                                      | Отборочный матч чемпионата Европы по футболу 1984               |
| 14                                     | 27 апреля 1983                         | «Уэмбли», Лондон, Англия                      | Венгрия                                | 2:0                                    | —                                      | Отборочный матч чемпионата Европы по футболу 1984               |
| 15                                     | 28 мая 1983                            | «Уиндзор Парк», Белфаст, Северная Ирландия    | Северная Ирландия                      | 0:0                                    | —                                      | Домашний чемпионат Великобритании                               |
| 16                                     | 1 июня 1983                            | «Уэмбли», Лондон, Англия                      | Шотландия                              | 2:0                                    | —                                      | Домашний чемпионат Великобритании                               |
| 17                                     | 12 июня 1983                           | «Сидней Крикет Граунд», Сидней, Австралия     | Австралия                              | 0:0                                    | —                                      | Товарищеский матч                                               |
| 18                                     | 15 июня 1983                           | «Ланг Парк», Брисбен, Австралия               | Австралия                              | 1:0                                    | —                                      | Товарищеский матч                                               |
| 19                                     | 19 июня 1983                           | Олимпийский стадион, Мельбурн, Австралия      | Австралия                              | 1:1                                    | —                                      | Товарищеский матч                                               |
| 20                                     | 21 сентября 1983                       | «Уэмбли», Лондон, Англия                      | Дания                                  | 0:1                                    | —                                      | Отборочный матч чемпионата Европы по футболу 1984               |
| 21                                     | 12 октября 1983                        | «Непштадион», Будапешт, Венгрия               | Венгрия                                | 3:0                                    | —                                      | Отборочный матч чемпионата Европы по футболу 1984               |
| 22                                     | 16 ноября 1983                         | Муниципальный стадион, Люксембург, Люксембург | Люксембург                             | 4:0                                    | 1                                      | Отборочный матч чемпионата Европы по футболу 1984               |
| 23                                     | 29 февраля 1984                        | «Парк де Пренс», Париж, Франция               | Франция                                | 0:2                                    | —                                      | Товарищеский матч                                               |
| 24                                     | 4 апреля 1984                          | «Уэмбли», Лондон, Англия                      | Северная Ирландия                      | 1:0                                    | —                                      | Домашний чемпионат Великобритании                               |
| 25                                     | 19 сентября 1984                       | «Уэмбли», Лондон, Англия                      | ГДР                                    | 1:0                                    | —                                      | Товарищеский матч                                               |
| 26                                     | 17 октября 1984                        | «Уэмбли», Лондон, Англия                      | Финляндия                              | 5:0                                    | —                                      | Отборочный матч чемпионата мира по футболу 1986                 |
| 27                                     | 14 ноября 1984                         | «Бешикташ Инёню», Стамбул, Турция             | Турция                                 | 8:0                                    | —                                      | Отборочный матч чемпионата мира по футболу 1986                 |
| 28                                     | 27 февраля 1985                        | «Уиндзор Парк», Белфаст, Северная Ирландия    | Северная Ирландия                      | 1:0                                    | —                                      | Отборочный матч чемпионата мира по футболу 1986                 |
| 29                                     | 26 марта 1985                          | «Уэмбли», Лондон, Англия                      | Ирландия                               | 2:1                                    | —                                      | Товарищеский матч                                               |
| 30                                     | 1 мая 1985                             | «Стадион 23 августа», Бухарест, Румыния       | Румыния                                | 0:0                                    | —                                      | Отборочный матч чемпионата мира по футболу 1986                 |
| 31                                     | 22 мая 1985                            | Олимпийский стадион, Хельсинки, Финляндия     | Финляндия                              | 1:1                                    | —                                      | Отборочный матч чемпионата мира по футболу 1986                 |
| 32                                     | 25 мая 1985                            | «Хэмпден Парк», Глазго, Шотландия             | Шотландия                              | 0:1                                    | —                                      | Rous Cup                                                        |
| 33                                     | 6 июня 1985                            | «Ацтека», Мехико, Мексика                     | Италия                                 | 1:2                                    | —                                      | Товарищеский матч                                               |
| 34                                     | 12 июня 1985                           | «Ацтека», Мехико, Мексика                     | ФРГ                                    | 3:0                                    | —                                      | Товарищеский матч                                               |
| 35                                     | 16 июня 1985                           | «Мемориал Колизиум», Лос-Анджелес, США        | США                                    | 5:0                                    | —                                      | Товарищеский матч                                               |
| 36                                     | 26 февраля 1986                        | «Рамат-Ган», Рамат-Ган, Израиль               | Израиль                                | 2:1                                    | —                                      | Товарищеский матч                                               |
| 37                                     | 26 марта 1986                          | «Динамо», Тбилиси, СССР                       | СССР                                   | 1:0                                    | —                                      | Товарищеский матч                                               |
| 38                                     | 23 апреля 1986                         | «Уэмбли», Лондон, Англия                      | Шотландия                              | 2:1                                    | 1                                      | Rous Cup                                                        |
| 39                                     | 17 мая 1986                            | «Мемориал Колизиум», Лос-Анджелес, США        | Мексика                                | 3:0                                    | —                                      | Товарищеский матч                                               |
| 40                                     | 24 мая 1986                            | «Свангард», Ванкувер, Канада                  | Канада                                 | 1:0                                    | —                                      | Товарищеский матч                                               |
| 41                                     | 3 июня 1986                            | «Эстадио Текнологико», Монтеррей, Мексика     | Португалия                             | 0:1                                    | —                                      | Чемпионат мира по футболу 1986 (финальные игры, групповой этап) |
| 42                                     | 6 июня 1986                            | «Эстадио Текнологико», Монтеррей, Мексика     | Марокко                                | 0:0                                    | —                                      | Чемпионат мира по футболу 1986 (финальные игры, групповой этап) |
| 43                                     | 11 июня 1986                           | «Эстадио Университарио», Монтеррей, Мексика   | Польша                                 | 3:0                                    | —                                      | Чемпионат мира по футболу 1986 (финальные игры, групповой этап) |
| 44                                     | 18 июня 1986                           | «Ацтека», Мехико, Мексика                     | Парагвай                               | 3:0                                    | —                                      | Чемпионат мира по футболу 1986 (финальные игры, 1/4 финала)     |
| 45                                     | 22 июня 1986                           | «Ацтека», Мехико, Мексика                     | Аргентина                              | 1:2                                    | —                                      | Чемпионат мира по футболу 1986 (финальные игры, 1/2 финала)     |
| 46                                     | 10 сентября 1986                       | «Содерстадион», Стокгольм, Швеция             | Швеция                                 | 0:1                                    | —                                      | Товарищеский матч                                               |
| 47                                     | 15 октября 1986                        | «Уэмбли», Лондон, Англия                      | Северная Ирландия                      | 3:0                                    | —                                      | Отборочный матч чемпионата Европы по футболу 1988               |
| 48                                     | 12 ноября 1986                         | «Уэмбли», Лондон, Англия                      | Югославия                              | 2:0                                    | —                                      | Отборочный матч чемпионата Европы по футболу 1988               |
| 49                                     | 18 февраля 1987                        | «Сантьяго Бернабеу», Мадрид, Испания          | Испания                                | 4:2                                    | —                                      | Товарищеский матч                                               |
| 50                                     | 1 апреля 1987                          | «Уиндзор Парк», Белфаст, Северная Ирландия    | Северная Ирландия                      | 2:0                                    | —                                      | Отборочный матч чемпионата Европы по футболу 1988               |
| 51                                     | 19 мая 1987                            | «Уэмбли», Лондон, Англия                      | Бразилия                               | 1:1                                    | —                                      | Rous Cup                                                        |
| 52                                     | 23 мая 1987                            | «Хэмпден Парк», Глазго, Шотландия             | Шотландия                              | 0:0                                    | —                                      | Rous Cup                                                        |
| 53                                     | 14 октября 1987                        | «Уэмбли», Лондон, Англия                      | Турция                                 | 8:0                                    | —                                      | Отборочный матч чемпионата Европы по футболу 1988               |
| 54                                     | 11 ноября 1987                         | «Црвена Звезда», Белград, Югославия           | Югославия                              | 4:1                                    | —                                      | Отборочный матч чемпионата Европы по футболу 1988               |
| 55                                     | 14 сентября 1988                       | «Уэмбли», Лондон, Англия                      | Дания                                  | 1:0                                    | —                                      | Товарищеский матч                                               |
| 56                                     | 19 октября 1988                        | «Уэмбли», Лондон, Англия                      | Швеция                                 | 0:0                                    | —                                      | Отборочный матч чемпионата мира по футболу 1990                 |
| 57                                     | 8 февраля 1989                         | Олимпийский стадион), Афины, Греция           | Греция                                 | 2:1                                    | —                                      | Товарищеский матч                                               |
| 58                                     | 8 марта 1989                           | «Кемаль Стафа», Тирана, Албания               | Албания                                | 2:0                                    | —                                      | Отборочный матч чемпионата мира по футболу 1990                 |
| 59                                     | 26 апреля 1989                         | «Уэмбли», Лондон, Англия                      | Албания                                | 5:0                                    | —                                      | Отборочный матч чемпионата мира по футболу 1990                 |
| 60                                     | 23 мая 1989                            | «Уэмбли», Лондон, Англия                      | Чили                                   | 0:0                                    | —                                      | Rous Cup                                                        |
| 61                                     | 27 мая 1989                            | «Хэмпден Парк», Глазго, Шотландия             | Шотландия                              | 2:0                                    | —                                      | Rous Cup                                                        |
| 62                                     | 3 июня 1989                            | «Уэмбли», Лондон, Англия                      | Польша                                 | 3:0                                    | —                                      | Отборочный матч чемпионата мира по футболу 1990                 |
| 63                                     | 7 июня 1989                            | «Паркен», Копенгаген, Дания                   | Дания                                  | 1:1                                    | —                                      | Товарищеский матч                                               |
| 64                                     | 6 сентября 1989                        | «Росунда», Стокгольм, Швеция                  | Швеция                                 | 0:0                                    | —                                      | Отборочный матч чемпионата мира по футболу 1990                 |
| 65                                     | 11 октября 1989                        | «Слёнск», Хожув, Польша                       | Польша                                 | 0:0                                    | —                                      | Отборочный матч чемпионата мира по футболу 1990                 |
| 66                                     | 15 ноября 1989                         | «Уэмбли», Лондон, Англия                      | Италия                                 | 0:0                                    | —                                      | Товарищеский матч                                               |
| 67                                     | 13 декабря 1989                        | «Уэмбли», Лондон, Англия                      | Югославия                              | 2:1                                    | —                                      | Товарищеский матч                                               |
| 68                                     | 28 марта 1990                          | «Уэмбли», Лондон, Англия                      | Бразилия                               | 1:0                                    | —                                      | Товарищеский матч                                               |
| 69                                     | 25 апреля 1990                         | «Уэмбли», Лондон, Англия                      | Чехословакия                           | 4:2                                    | —                                      | Товарищеский матч                                               |
| 70                                     | 15 мая 1990                            | «Уэмбли», Лондон, Англия                      | Дания                                  | 1:0                                    | —                                      | Товарищеский матч                                               |
| 71                                     | 22 мая 1990                            | «Уэмбли», Лондон, Англия                      | Уругвай                                | 1:2                                    | —                                      | Товарищеский матч                                               |
| 72                                     | 2 июня 1990                            | «Стад эль-Мензах», Тунис, Тунис               | Тунис                                  | 1:1                                    | —                                      | Товарищеский матч                                               |
| 73                                     | 11 июня 1990                           | «Сан-Элия», Кальяри, Италия                   | Ирландия                               | 1:1                                    | —                                      | Чемпионат мира по футболу 1990 (финальные игры, групповой этап) |
| 74                                     | 16 июня 1990                           | «Сан-Элия», Кальяри, Италия                   | Нидерланды                             | 0:0                                    | —                                      | Чемпионат мира по футболу 1990 (финальные игры, групповой этап) |
| 75                                     | 26 июня 1990                           | «Ренато Далл’Ара», Болонья, Италия            | Бельгия                                | 1:0 (д.в.)                             | —                                      | Чемпионат мира по футболу 1990 (финальные игры, 1/8 финала)     |
| 76                                     | 1 июля 1990                            | «Сан-Паоло», Неаполь, Италия                  | Камерун                                | 3:2 (д.в.)                             | —                                      | Чемпионат мира по футболу 1990 (финальные игры, 1/4 финала)     |
| 77                                     | 4 июля 1990                            | «Делле Альпи», Турин, Италия                  | ФРГ                                    | 1:1 (3:4, по пен.)                     | —                                      | Чемпионат мира по футболу 1990 (финальные игры, 1/2 финала)     |

Итого: 77 матчей / 3 гола; 45 побед, 22 ничьих, 10 поражений.

#### Сводная статистика игр/голов за сборную
| Сборная          | Год              | Отборочные матчи ЧМ | Отборочные матчи ЧМ | Финальные матчи ЧМ | Финальные матчи ЧМ | Отборочные матчи ЧЕ | Отборочные матчи ЧЕ | Финальные матчи ЧЕ | Финальные матчи ЧЕ | Товарищеские матчи | Товарищеские матчи | Домашний чемпионат Великобритании | Домашний чемпионат Великобритании | Rous Cup | Rous Cup | Итого | Итого |
| Сборная          | Год              | Игры                | Голы                | Игры               | Голы               | Игры                | Голы                | Игры               | Голы               | Игры               | Голы               | Игры                              | Голы                              | Игры     | Голы     | Игры  | Голы  |
| ---------------- | ---------------- | ------------------- | ------------------- | ------------------ | ------------------ | ------------------- | ------------------- | ------------------ | ------------------ | ------------------ | ------------------ | --------------------------------- | --------------------------------- | -------- | -------- | ----- | ----- |
| Англия           | 1980             | 1                   | 0                   | —                  | —                  | —                   | —                   | —                  | —                  | 1                  | 0                  | —                                 | —                                 | —        | —        | 2     | 0     |
| Англия           | 1982             | —                   | —                   | 4                  | 0                  | 2                   | 0                   | —                  | —                  | 1                  | 0                  | 2                                 | 0                                 | —        | —        | 9     | 0     |
| Англия           | 1983             | —                   | —                   | —                  | —                  | 5                   | 1                   | —                  | —                  | 3                  | 0                  | 3                                 | 1                                 | —        | —        | 11    | 2     |
| Англия           | 1984             | 2                   | 0                   | —                  | —                  | —                   | —                   | —                  | —                  | 2                  | 0                  | 1                                 | 0                                 | —        | —        | 5     | 0     |
| Англия           | 1985             | 3                   | 0                   | —                  | —                  | —                   | —                   | —                  | —                  | 4                  | 0                  | —                                 | —                                 | 1        | 0        | 8     | 0     |
| Англия           | 1986             | —                   | —                   | 5                  | 0                  | 2                   | 0                   | —                  | —                  | 5                  | 0                  | —                                 | —                                 | 1        | 1        | 13    | 1     |
| Англия           | 1987             | —                   | —                   | —                  | —                  | 3                   | 0                   | —                  | —                  | 1                  | 0                  | —                                 | —                                 | 2        | 0        | 6     | 0     |
| Англия           | 1988             | 1                   | 0                   | —                  | —                  | —                   | —                   | —                  | —                  | 1                  | 0                  | —                                 | —                                 | —        | —        | 2     | 0     |
| Англия           | 1989             | 5                   | 0                   | —                  | —                  | —                   | —                   | —                  | —                  | 4                  | 0                  | —                                 | —                                 | 2        | 0        | 11    | 0     |
| Англия           | 1990             | —                   | —                   | 5                  | 0                  | —                   | —                   | —                  | —                  | 5                  | 0                  | —                                 | —                                 | —        | —        | 10    | 0     |
| Всего за карьеру | Всего за карьеру | 12                  | 0                   | 14                 | 0                  | 12                  | 1                   | 0                  | 0                  | 27                 | 0                  | 6                                 | 1                                 | 6        | 1        | 77    | 3     |

### Достижения в качестве футболиста
«Ипсвич Таун»
- Обладатель Кубка УЕФА: 1980/81
- Обладатель Кубка Англии: 1977/78

«Рейнджерс»
- Чемпион Шотландии (4): 1986/87, 1988/89, 1989/90, 1990/91
- Обладатель Кубка шотландской лиги (4): 1986/87, 1987/88, 1988/89, 1990/91
- Финалист Кубка Шотландии: 1988/89
- Финалист Кубка шотландской лиги: 1989/90

Сборная Англии
- Победитель Домашнего чемпионата Великобритании (2): 1982, 1983

### Игровые характеристики
Обладая высоким ростом, Бутчер являлся классическим защитником английского стиля — он прекрасно играл головой, обладал незаурядными лидерскими и бойцовскими качествами, никогда не уходил из стыков и борьбы. Его бывший тренер по «Ипсвич Таун» и сборной Англии Бобби Робсон так высказывался о Терри: 
За свою долгую футбольную жизнь мне посчастливилось тренировать целый ряд выдающихся защитников. Но более страстного среди них, чем Терри Бутчер, я не встречал: его лидерские качества помогли нам пробиться в полуфинал чемпионата мира—1990.
 Английская пресса и поныне пишет, что «только смерть могла заставить Терри покинуть поле». По неуступчивости и самоотверженности на поле британская футбольная общественность часто сравнивает с Бутчером капитана лондонского «Челси» Джона Терри.

## Тренерская карьера

### «Ковентри Сити»
Тренерская карьера Бутчера началась 14 ноября 1990 года, когда он стал играющим тренером «Ковентри Сити». На момент назначения Терри клуб находился на дне таблицы Первого дивизиона. Бутчер сумел улучшить результаты «небесно-голубых», и по итогам сезона 1990/91 они сумели избежать вылета из элитного английского дивизиона, заняв 16-е место.
6 января 1992 года Терри объявил о том, что он покидает пост главного тренера «Ковентри» в связи со своим желанием возобновить карьеру футболиста.

### «Сандерленд»
Бутчер вернулся на поле, подписав контракт с «Сандерлендом» в августе 1992 года. 5 февраля 1993 года Терри принял предложение руководства «чёрных котов» возглавить команду. В новом старом качестве Бутчер пробыл девять месяцев — в конце декабря того же года он был уволен с поста наставника «Сандерленда» за плохие результаты клуба в начале сезона 1993/94.

### «Мотеруэлл»
В октябре 2001 года Терри вошёл в тренерский штаб шотландского «Мотеруэлла», став помощником главного тренера «сталеваров» Эрика Блэка. Через шесть месяцев Эрик был уволен, и Бутчер принял предложение возглавить «оранжево-красных». В то время «Мотеруэлл» столкнулся с серьёзными финансовыми трудностями, однако Терри в этих сложных условиях смог удержать команду на плаву, за что удостоился уважения и восхищения от болельщиков и руководства клуба. Наибольшим достижением «сталеваров» под руководством Бутчера стало участие в финале Кубке шотландской лиги сезона 2004/05, в котором, однако, они были разгромлены глазговским клубом «Рейнджерс» со счётом 1:5. По окончании футбольного года 2005/06 бывший защитник сборной Англии покинул «Мотеруэлл» по собственному желанию.

### «Сидней»
17 мая 2006 года Терри подписал 2-летний тренерский контракт с австралийским клубом «Сидней». Успехов это назначение ни команде, ни Бутчеру не принесло — коллектив показывал плохую игру. 7 февраля 2007 года Терри был уволен с поста главного тренера «Сиднея» за разочаровывающие результаты «лазурных».

### «Брентфорд»
30 марта того же года Бутчер был назначен на должность ассистента наставника шотландского коллектива «Партик Тисл». На этой позиции Терри пробыл недолго — уже 24 апреля он возглавил английский клуб «Брентфорд». На новом месте Бутчера вновь ждала неудача — «пчёлы» под руководством специалиста из двадцати трёх матчей выиграли лишь пять. Находящийся под постоянным прессом недовольных болельщиков, Терри не смог работать в такой обстановке и 11 декабря 2007 года объявил о своей отставке.

### Сборная Шотландии
30 января 2008 года Бутчер стал помощником Крейга Берли — наставника национальной сборной Шотландии.

19 ноября того же года «тартановая армия» в домашнем гостевом поединке встречалась с Аргентиной. Абсолютно ничем не примечательный матч был «подогрет» обширным интервью Терри, который вспоминал участие наставника южноамериканцев Диего Марадоны в известном четвертьфинальном матче чемпионата мира 1986 года. Из разговора Бутчера с журналистами: 
Я противостоял Диего в том матче. И, действительно, он забил шедевральный второй гол в наши ворота. А вот после первого мяча Марадона должен был признаться, что подправил мяч рукой. Но он этого не стал делать. Поэтому я не испытываю к этому человеку никакого уважения, он попросту лжец и врун. Если нас столкнут лицом к лицу, я откажусь пожимать ему руку. Очень надеюсь, что его команда проиграет в предстоящем матче, и он испытает самые горькие эмоции.
 Шотландия потерпела поражение в поединке с минимальным счётом 0:1. Диего на послематчевой конференции спросили, что он думает по поводу высказываний о нём Терри, на что Марадона абсолютно спокойно ответил: «Бутчер что-то сказал обо мне? А, собственно, кто это?». После этого аргентинец сказал, что «он не умрёт на следующий день, если Терри откажется пожимать ему руку».
В ноябре 2009 года Берли был уволен с поста наставника сборной Шотландии. Вместе с ним национальную команду покинул и весь тренерский штаб, включая Бутчера.

### «Инвернесс Каледониан Тисл»

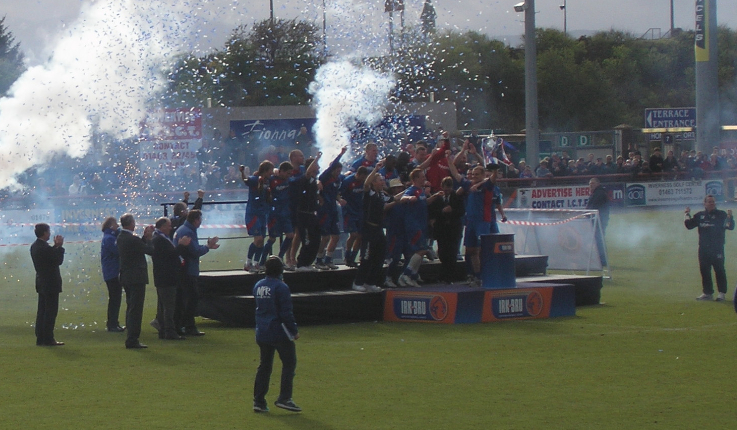
Май 2010 года. «Инвернесс Каледониан Тисл» празднует выход в шотландскую Премьер-лигу на домашнем стадионе «Каледония».

За год до этого, 27 января 2009 года Терри стал главным тренером шотландского клуба «Инвернесс Каледониан Тисл», подписав полуторагодичный контракт. На момент назначения Бутчера «Тисл» находились на дне таблицы шотландской Премьер-лиги. До конца сезона выправить ситуацию Терри не смог — «Инвернесс» покинул элитный дивизион страны, но руководство клуба решило, что специалист должен продолжить работу с хайлендским коллективом.
Несмотря на слабый старт клуба в начале футбольного года 2009/10 Бутчер смог впоследствии вывести «Тисл» в лидеры Первого шотландского дивизиона. По итогам сезона «Инвернесс» занял первое место в турнирной таблице, и завоевал право вновь выступать в высшей лиге страны. В том же сезоне «Тисл» пробился в финал шотландского Кубка вызова, где уступил «Данди» со счётом 2:3. В апреле 2010 года Терри продлил контракт с клубом до конца футбольного года 2011/12. В начале сезона 2010/11 за отличную игру «Инвернесса» в октябре Бутчер в четвёртый раз в своей карьере был удостоен звания «Тренера месяца».

### Сборная Филиппин по футболу
Летом 2018 года Бутчер стал главным тренером сборной Филиппин по футболу.

### Тренерская статистика
| Ковентри Сити | Англия    | 14 ноября 1990 | 6 января 1992   | 60  | 20  | 14  | 26  | 33,33 |
| Сандерленд    | Англия    | 5 февраля 1993 | 26 ноября 1993  | 43  | 13  | 8   | 22  | 30,23 |
| Мотеруэлл     | Шотландия | 24 апреля 2002 | 17 мая 2006     | 175 | 60  | 37  | 78  | 34,28 |
| Сидней        | Австралия | 17 мая 2006    | 7 февраля 2007  | н/д | н/д | н/д | н/д | н/д   |
| Брентфорд     | Англия    | 7 мая 2007     | 11 декабря 2007 | 23  | 5   | 5   | 13  | 21,74 |
| Инвернесс     | Шотландия | 27 января 2009 | 11 ноября 2013  | 207 | 86  | 57  | 65  | 41,55 |
| Итого         | Итого     | Итого          | Итого           | 532 | 193 | 129 | 210 | 36,28 |

И — игры, В — выигрыши, Н — ничьи, П — поражения, % побед — процент побед 
(данные откорректированы по состоянию на 5 апреля 2013)

### Достижения в качестве тренера

#### Клубные достижения
«Мотеруэлл»
- Финалист Кубка шотландской лиги: 2004/05

«Инвернесс Каледониан Тисл»
- Победитель Первого дивизиона Шотландии: 2009/10
- Финалист Кубка вызова: 2009/10

#### Личные достижения
- Менеджер месяца шотландской Премьер-Лиги (5): февраль 2003, сентябрь 2004, март 2005, октябрь 2010, ноябрь 2012
- Зал славы шотландского футбола: включён в 2011

## Жизнь вне футбольного поля
Во время перерыва в своей тренерской карьере Бутчер работал футбольным экспертом на телерадиокомпании «BBC». В 2006 году Терри комментировал матчи чемпионата мира для «BBC Radio Five Live». Ныне бывший защитник сборной Англии нередко работает комментатором игр английской и шотландской Премьер-лиг.
В ноябре 2011 года Бутчер был удостоен чести быть включённым в Зал славы шотландского футбола.